# Graciliano Ramos
Graciliano Ramos de Oliveira (Quebrangulo, 27 de outubro de 1892 – Rio de Janeiro, 20 de março de 1953) foi um romancista, cronista, contista, jornalista, político e memorialista brasileiro, considerado um dos maiores nomes da literatura brasileira. Ele é mais conhecido por sua obra Vidas Secas (1938).
Nascido numa grande família de classe média, viveu os primeiros anos de sua infância migrando para diversas cidades da Região Nordeste do Brasil. Trabalhou como jornalista na cidade do Rio de Janeiro, onde escreveu para O Malho e Correio da Manhã, até regressar para o Nordeste em 1915, devido a tragédia familiar em que perdeu quatro irmãos, vítimas de peste bubônica. Fixou-se na cidade de Palmeira dos Índios, onde casou-se, e em 1927, foi eleito prefeito, cargo que exerceu por dois anos. Logo, voltou a escrever e publicou seu primeiro romance, Caetés (1933). Vivendo em Maceió durante a maior parte da década de 1930, trabalhou na Imprensa Oficial e publicou São Bernardo (1934). Foi preso na capital alagoana em março de 1936, acusado de ser um militante apoiador da Intentona Comunista. Esse incidente o inspiraria a publicar duas de suas principais obras: Angústia (1936) e o texto "Baleia", que daria origem à Vidas Secas em 1938. Já na década de 1940, ingressou no Partido Comunista Brasileiro a convite de Luís Carlos Prestes, então secretário-geral do partido. Nos anos posteriores realizaria viagens a países europeus, incluindo a União Soviética em 1952. Morreu em 20 de março do ano seguinte, aos 60 anos, no Rio de Janeiro. Suas obras póstumas notáveis incluem Memórias do Cárcere, a crônica Viagem e o livro de contos Histórias de Alexandre.
Tradutor de obras em inglês e francês e honrado com diversos prêmios em vida, a obra de Graciliano Ramos recebeu riqueza da crítica literária e atenção do mundo acadêmico. Seu romance modernista também conhecido como regionalista Vidas Secas é visto como um clássico da literatura brasileira.
Encontra-se colaboração da sua autoria na revista luso-brasileira Atlântico.

## Biografia
Graciliano Ramos nasceu em Quebrangulo, em 27 de outubro de 1892. Primeiro de dezesseis irmãos de uma família de classe média do sertão nordestino, ele viveu os primeiros anos em diversas cidades do Nordeste brasileiro, como Buíque, Pernambuco, Viçosa, Maceió e Palmeira dos Índios, Alagoas.  Terminando o segundo grau em Maceió, seguiu para o Rio de Janeiro, onde passou um tempo trabalhando como jornalista.
Em setembro de 1915, motivado pela morte dos irmãos Otacília, Leonor e Clodoaldo e do sobrinho Heleno, vitimados pela epidemia de peste bubônica, volta para o Nordeste, fixando-se junto ao pai, que era comerciante em Palmeira dos Índios, Alagoas. Neste mesmo ano casou-se com Maria Augusta de Barros, que morreu em 1920, deixando-lhe quatro filhos.
Foi eleito prefeito de Palmeira dos Índios em 1927, tomando posse no ano seguinte. Apoiado pelo governador do estado e impulsionado por ser um nome de fora da política, foi eleito em um pleito de uma candidatura só. Ficou no cargo por dois anos, renunciando a 10 de abril de 1930. Segundo uma das autodescrições, "Quando prefeito de uma cidade do interior, soltava os presos para construírem estradas". Os relatórios da prefeitura que escreveu nesse período chamaram a atenção de Augusto Frederico Schmidt, editor carioca que o animou a publicar Caetés (1933).
Entre 1930 e 1936. viveu em Maceió, trabalhando como diretor da Imprensa Oficial, professor e diretor da Instrução Pública do estado. Em 1934, havia publicado São Bernardo, e quando se preparava para publicar o próximo livro, foi preso após a Intentona Comunista de 1935. Foi levado para o Rio de Janeiro e ficou preso por onze meses, sendo liberado sem ter sido acusado de nada ou julgado. Em Memórias do Cárcere, lê-se a seguinte passagem, em que Graciliano Ramos, preso em 1936, recorda a prisão que sofrera seis anos antes:
"Chegamos ao quartel do 20º Batalhão. Estivera ali em 1930, envolvera-me estupidamente numa conspiração besta com um coronel, um major e um comandante da polícia e, vinte e quatro horas depois, achava-me preso e só. Pensando nessas coisas, desci do automóvel, atravessei o pátio que, em 1930, via cheio de entusiastas enfeitados com braçadeiras vermelhas. (...). Se todos os sujeitos perseguidos fizessem como eu, não teria havido uma só revolução no mundo. Revolucionário chinfrim. As minhas armas, fracas e de papel, só podiam ser manejadas no isolamento."
Com ajuda de amigos, entre os quais José Lins do Rego, consegue publicar Angústia (1936), considerada por muitos críticos como sua melhor obra. Com a sua representação da angústia existencial, pode ser considerado um precursor do existencialismo (uma interferência direta do Existencialismo).
Em 1938, publicou Vidas Secas. Em seguida estabeleceu-se no Rio de Janeiro, como inspetor federal de ensino.
Em 1945, ingressou no Partido Comunista Brasileiro de orientação soviética e sob o comando de Luís Carlos Prestes; nos anos seguintes, realizaria algumas viagens a países europeus com a segunda esposa, Heloísa Medeiros Ramos, retratadas no livro Viagem (1954). Ainda em 1945, publicou Infância, relato autobiográfico.
Adoeceu gravemente em 1952. No começo de 1953, foi internado, mas faleceu em 20 de março daquele ano, aos 60 anos, vítima de câncer do pulmão.
Após sua morte, a editora José Olympio passou longos tempos sem reeditar as obras do autor, mesmo havendo procura por parte do público. Isso motivou a família a vender os direitos de publicação à editora Martins, que, na década de 1960, lançou sua obra completa. Além dos livros já publicados pela José Olympio, foram acrescentados os volumes Alexandre e outros heróis, que compilava três livros que Graciliano Ramos escreveu destinados ao público infanto-juvenil (A terra dos meninos pelados (1939), Histórias de Alexandre (1944) e Pequena História da República, sendo este até então inédito); Linhas tortas, que compilava vários textos publicados em jornal; e Viventes das Alagoas, que compilava crônicas publicadas na revista de propaganda varguista Cultura Política. As suas cartas só seriam publicadas na década de 1980.

## Obras
As obras de Graciliano Ramos:

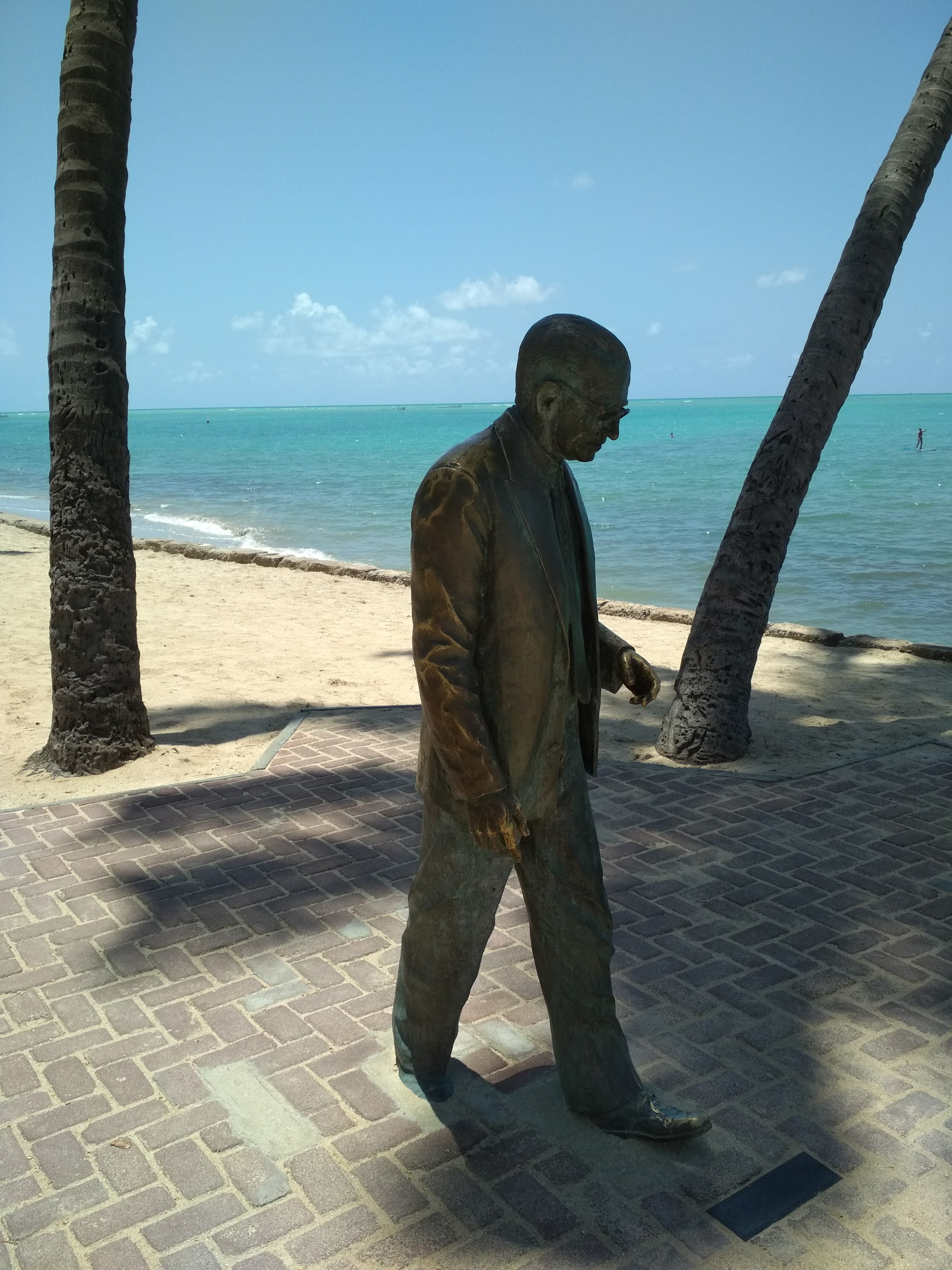
Escultura de bronze em homenagem ao escritor Graciliano Ramos localizada na praia de Ponta Verde em Maceió, Alagoas

- Relatorio ao Governador do Estado de Alagoas. 1929
- 2.° Relatorio ao Sr. Governador Alvaro Paes. 1930
- Caetés — romance — Editora Schmidt, 1933; (ganhador do Prêmio Brasil de Literatura);
- São Bernardo — romance — Editora Arial, 1934;
- Angústia — romance — Editora José Olympio, 1936;
- Vidas Secas — romance — Editora José Olympio, 1938;
- A Terra dos Meninos Pelados — contos infanto-juvenis — Editora Globo, 1939; (terceiro lugar no concurso promovido pelo Ministério da Educação, em 1937, ano que foi escrito)
- Pequena História da República — crônicas infanto-juvenis — não publicado, 1940; (publicado postumamente, na revista Senhor — década de 60)
- Brandão Entre o Mar e o Amor — romance — Editora Martins, 1942. Escrito com Jorge Amado, José Lins do Rego, Aníbal Machado e Rachel de Queiroz;
- Histórias de Alexandre — contos infanto-juvenis — Editora Leitura, 1944;
- Dois dedos — coletânea de contos — R.A. Editora, 1945;
- Infância — memórias — Editora José Olympio, 1945;
- Histórias Incompletas — coletânea de contos — Editora Globo, 1946;
- Insônia — contos — Editora José Olympio, 1947;
- Memórias do Cárcere — memórias — Editora José Olympio, 1953; (obra póstuma)
- Viagem — crônicas — Editora José Olympio, 1954; (obra póstuma)
- Linhas Tortas — crônicas — Editora Martins, 1962; (obra póstuma)
- Viventes das Alagoas — crônicas — Editora Martins, 1962; (obra póstuma)
- Alexandre e Outros Heróis — contos/crônicas infanto-juvenis — Editora Martins, 1962; (obra póstuma)
- Cartas — correspondência - Editora Record, 1980; (obra póstuma)
- O Estribo de Prata — conto (literatura infantil) — Editora Record, 1984; (obra póstuma)
- Cartas de Amor a Heloísa — correspondência — Editora Record, 1992; (obra póstuma)
- Garranchos — textos inéditos — Editora Record, 2012; (obra póstuma)
- Minsk — conto (literatura infantil) — Editora Record, 2013; (obra póstuma)
- Cangaços — crítica literária — Editora Record, 2014; (obra póstuma)
- Conversas — textos inéditos — Editora Record, 2014; (obra póstuma)
- Luciana — conto (literatura infantil) — Editora Record, 2015; (obra póstuma)
- O antimodernista: Graciliano Ramos e 1922 (compilação) — Editora Record, 2022; (obra póstuma).

### Traduções
Graciliano Ramos também dominava o inglês e o francês e realizou algumas traduções:
- Booker T. Washington (1940). Memórias de um Negro. [S.l.]: Companhia Editora Nacional
- A Peste, de Albert Camus, Editora José Olympio, 1950.

### Publicações sobre Graciliano Ramos e sua obra
- Graciliano Ramos - Literatura Comentada - Vivina de Assis Viana, Ed. Abril Cultural, 1989
- Graciliano Ramos: cidadão e artista - Carlos Alberto dos Santos Abel, UNB, 1999.
- Graciliano Ramos e o Partido Comunista Brasileiro: as memórias do cárcere, Ângelo Caio Mendes Corrêa Junior, 2000. (Dissertação de Mestrado em Letras, Universidade de São Paulo | orientador: Alcides Celso de Oliveira Vilaça.
- Graciliano Ramos: infância pelas mãos do escritor - Taisa Viliese de Lemos, Musa Editora, 2002.
- Graciliano Ramos - Wander Melo Miranda, Coleção Folha Explica, Publifolha, 2004.
- A infância de Graciliano Ramos - Audálio Dantas, Callis, 2005. (Menção Altamente Recomendável, em 2006, da Fundação Nacional do Livro Infantil e Juvenil, na categoria Informativo.)
- Graciliano Ramos - Myriam Fraga, Moderna, 2007.
- Cartas inéditas de Graciliano Ramos a seus tradutores argentinos Benjamin de Garay e Raúl Navarro - Pedro Moacyr Maia, EDUFBA, 2008.
- Graciliano Ramos: um escritor personagem - Maria Izabel Brunacci, Autêntica, 2008.
- Graciliano Ramos e o mundo interior: o desvão imenso do espírito - Leonardo Almeida Filho, UNB, 2008.
- Graciliano Ramos e o desgosto de ser criatura - Jorge de Souza Araujo, EDUFAL, 2008.
- A imagem da linguagem na obra de Graciliano Ramos - Maria Celina Novaes Marinho, Humanitas FFLCH, 2.ed., 2010.
- Graciliano Ramos e a novidade: o astrônomo do inferno e os meninos impossíveis - Ieda Lebensztayn, Hedra, 2010.
- Graciliano: Retrato fragmentado - Ricardo Ramos, Globo, 2011.
- O velho Graça - Denis de Moraes, Boitempo, 2012.
- ALVES, Francisco José. A Pátria é um orangotango: o Brasil nas crônicas de Graciliano Ramos. Síntese, Brasília, n. 5, p. 46-55, 2000.
- ALVES, Fabio Cesar. Graciliano Ramos da escravidão à sedição. LITERATURA E SOCIEDADE (USP), v. 18, p. 59-69, 2014.
- ALVES, Fabio Cesar. Graciliano e a nata da malandragem. TERESA (USP), v. 16, p. 151-174, 2015.
- ALVES, Fabio Cesar. Armas de papel: Graciliano Ramos, as Memórias do cárcere e o Partido Comunista Brasileiro. São Paulo: Editora 34/FAPESP, 2016.
- LUNA FILHO, José Roberto de. É pena que as folhas caiam tão depressa: uma leitura de S. Bernardo, de Graciliano Ramos, pela melancolia. Dissertação (Mestrado) - Centro de Artes e Comunicação, Universidade Federal de Pernambuco, p. 141. 2022.[23]
- ALVES, Fabio Cesar. O cordel de Graciliano e as astúcias do poeta. Santa Barbara Portuguese Studies, v. 12, p. 17-31, 2022.

## Homenagens e prêmios

### Homenagens
Em 2020, os botânicos brasileiros James L. Costa-Lima e Earl Chagas descreveram uma nova espécie de planta para a Ciência em sua homenagem. A planta pertence ao gênero Dicliptera, da família das acantáceas, e seu nome científico é Dicliptera gracilirama Costa-Lima & E.C.O. Chagas. A espécie é endêmica da Mata Atlântica do Nordeste do Brasil e, até o momento, ocorre apenas na Reserva Biológica de Pedra Talhada, em Quebrangulo, Alagoas, cidade natal de Graciliano Ramos.

### Prêmios
Prêmios concedidos a Graciliano Ramos:
- 1936 — Prêmio Lima Barreto (Revista Acadêmica) — Angústia
- 1939 — Prêmio Literatura infantojuvenil (Ministério da Educação) - A Terra dos Meninos Pelados
- 1942 — Prêmio Felipe de Oliveira — Conjunto da Obra
- 1962 — Prêmio da Fundação William Faulkner (Estados Unidos) - Vidas Secas, como livro representativo da Literatura brasileira contemporânea.
- 1964 — Prêmios Catholique International du Cinema e Ciudad de Valladolid (Espanha), concedidos a Nelson Pereira dos Santos, pela adaptação para o cinema do livro Vidas Secas.[25]
- 2000 — Personalidade Alagoana do Século XX[26]
- 2003 — Prêmio Nossa Gente, Nossas Letras / Prêmio Recordista[27]
- 2003 — Medalha Chico Mendes de Resistência[28]
- 2013 — Escolhido pelo Governo Federal para o PNBE[29] – Memórias do Cárcere

## Domínio público
A obra de Graciliano Ramos entrará em domínio público em 1 de janeiro de 2024, após os 70 anos do falecimento do autor, de acordo com a lei brasileira. Porém, a família chegou a contestar isso devido ao fato de o autor, então ainda ter então uma filha viva e defendem que, de acordo com o Código Civil de 1916, a obra continue protegida pelo tempo que ela tivesse de vida após 2024. Por isso, firmaram um contrato com a Editora Record que durará até janeiro de 2029. Porém, é incerto se o direito autoral continuará protegido e de acordo com o Sonia Jardim, Presidente do Grupo Record, em 2024 "pode haver duas edições de Vidas Secas no mercado". Porém, Luíza Ramos, a última filha viva do autor, morreu em 2022. No fim de dezembro de 2023, a família anunciou que acatará a lei brasileira.